# Godefroy Lunel

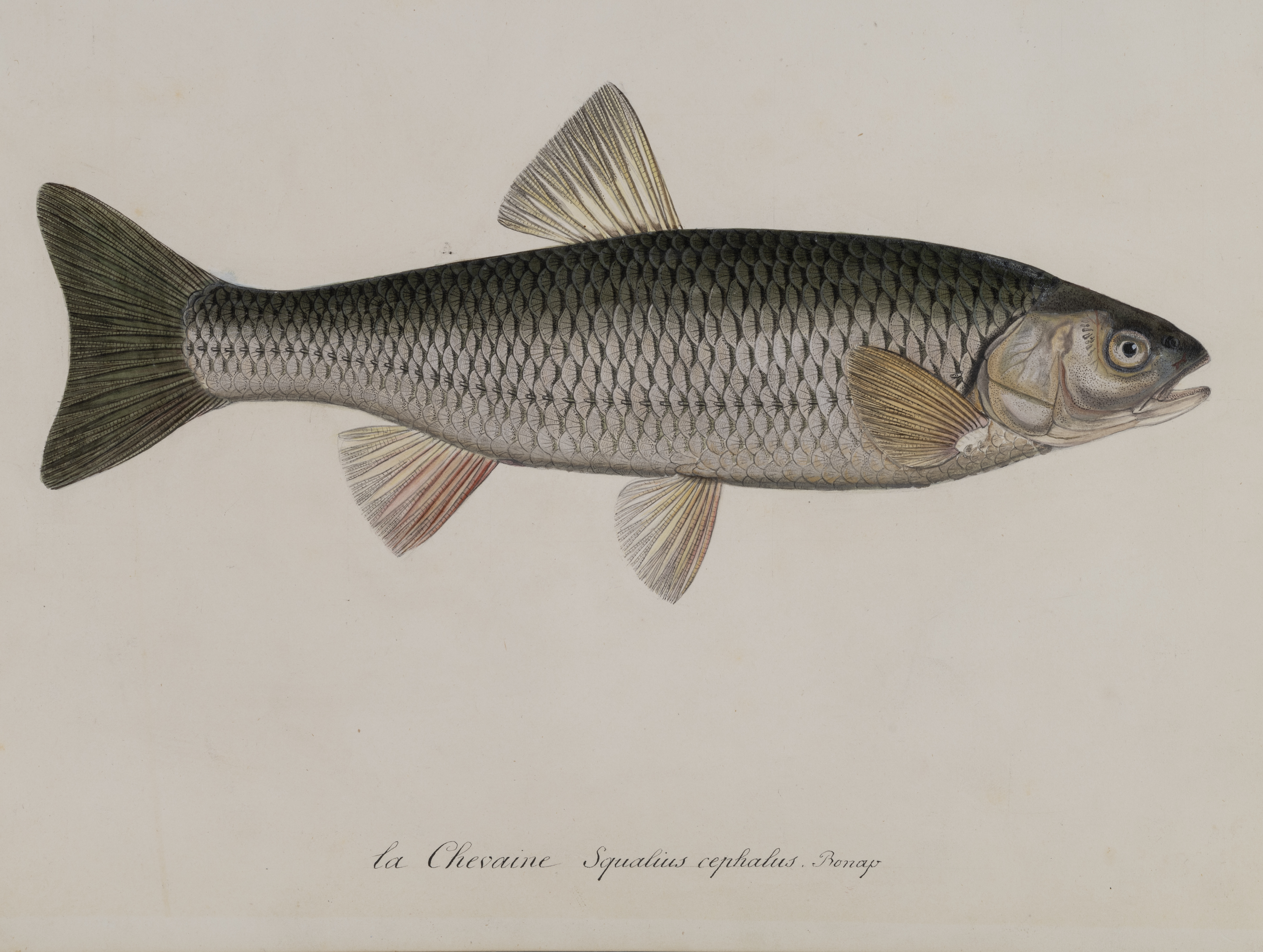
Une planche de l'Histoire naturelle des poissons du Léman représentant un Chevaine (Squalius cephalus).

Godefroy Lunel, né en 1814 et mort le 19 novembre 1891 à Genève, est un zoologue français ayant travaillé à Montpellier puis à Genève, et étudié les poissons et les oiseaux. Il est le premier directeur du Muséum d'histoire naturelle de Genève en tant que tel, lorsque le « Musée académique » passe sous la gestion de la ville. Il est l'auteur d'une monographie sur l'Histoire naturelle des poissons du Léman, parue en 1874 et illustrée par son fils, Alphonse Lunel.

## Distinctions
- Chevalier de l'ordre de la Couronne d'Italie